# Мальцево (Юргинский район)
Ма́льцево — село в Юргинском районе Кемеровской области России. Административный центр Мальцевского сельского поселения.

## География
Село находится в северо-западной части области, преимущественно на правом берегу реки Чубур, на расстоянии примерно 23 км (по прямой) к северу от города Юрга, административного центра района. Абсолютная высота — 135 м над уровнем моря.
Часовой пояс
Село Мальцево, как и вся Кемеровская область, находится в часовой зоне МСК+4. Смещение применяемого времени относительно UTC составляет +7:00.

## История
Основано в 1675 году. В «Списке населенных мест Российской империи» 1868 года издания населённый пункт упомянут как заводская деревня Мальцова Томского округа (2-го участка) при речке Чубуре, расположенная в 58 верстах от окружного центра Томска. В деревне имелся 41 двор и проживало 219 человек (108 мужчин и 111 женщин).
В 1911 году в деревне, входившей в состав Тутальской волости Томского уезда, имелся 61 двор и проживало 427 человек (214 мужчин и 213 женщин). Действовали школа грамоты и водяная мельница. По данным 1926 года имелось 148 хозяйств и проживало 698 человек (в основном — русские). В административном отношении деревня являлась центром Мальцевского сельсовета Болотнинского района Томского округа Сибирского края.

## Население
| 2010 |
| ---- |
| 513  |

Половой состав
По данным Всероссийской переписи населения 2010 года, в гендерной структуре населения мужчины составляли 52,4 %, женщины — соответственно 47,6 %.
Национальный состав
Согласно результатам переписи 2002 года, в национальной структуре населения русские составляли 95 % из 490 чел.

## Улицы
- ул. Давыденко,
- ул. Заречная,
- ул. Зелёная,
- ул. Советская,
- ул. Юбилейная[8].

## Известные уроженцы
- Петров, Павел Гаврилович (1906—1944) — советский военный деятель, полковник, Герой Советского Союза.